# ترعة غنيم
قرية ترعة غنيم هي إحدى القرى التابعة لمركز شربين في محافظة الدقهلية في جمهورية مصر العربية. حسب إحصاءات سنة 2006، بلغ إجمالي السكان في ترعة غنيم 9393 نسمة، منهم 4684 رجل و4709 امرأة.